# Кротовые
Крото́вые, или кроты́ (лат. Talpidae) — семейство млекопитающих из отряда насекомоядных. Широко распространены в Евразии и Северной Америке (от южной Канады до северной Мексики). На севере Евразии доходят до 63° северной широты.

## Этимология
Название является общеславянским (праслав. *krъtъ, *krъtica, др.-рус. кротъ, крътъ, рус. и бел. крот, диал. калужск. рус. крёт, укр. кріт, диал. укр. киртица, кіртица, пол. kret, чеш. krtek, чеш. и словац. krt, словен. и словац. krtica, сербохорв. кртица, болг. крът, къртица, макед. крт, церк.-слав. крътъ), однако происхождение является довольно туманным. Вероятно, в основе этой лексемы лежит значение «копатель» (и потому она может восходить к пра-и.е. *(s)ker- — «долбить, резать»; см. лит. kirstukas, kerstus — «землеройка»). Не исключается также первоначальное значение «двигающийся» (см. лит. krutùs — «подвижный», лит. krutù, krutė́ti — «двигаться»; лит. krū̃tuliu, krū̃tulioti — «шевелиться»; далее др.-сканд. hraustr — бодрый). Впрочем, к обеим версиям происхождения высказываются сомнения в правдоподобности. В собственно русском языке употребление лексемы «крот» в современном значении впервые отмечается в 1731 г. (в то же время Национальный корпус русского языка фиксирует первое упоминание в проповеди Стефана Яворского «Слово на тую же святую великомученицу Екатерину» (из сборника проповедей 1700-1722)), а одно из первых на иностранных языках содержится в русско-немецком словаре 1607 г., составленном во Пскове немецким купцом Тённисом Фенне (Фунне).
В диалектах русского языка, распространённых в Сибири, лексемой «крот» обозначается водяная полёвка. Иногда для различения используются словосочетания «земляной крот» (собственно крот) и «водяной крот» (водяная полёвка). Обозначение водяной полёвки словом «крот» зафиксировано в англо-русском словаре Ричарда Джеймса рубежа XVI-XVII вв. (вероятная дата написания — 1618 г.), а собственно крот — словосочетанием «земляной медведь». Материал для словаря был зафиксирован Джеймсом, по видимому в Холмогорах (современная Архангельская область), данный диалектизм употребляется до сих пор. На Ярославщине и в Ивановской области для обозначения животного используется слово «рытик». Также в Ивановской области используются обозначения «землерой» и «землеройка». Многие русские диалектные обозначения крота (главным образом южнорусские) связаны с его якобы слепотой: «слепец», «слепух» «слепыш», «слепушок», «слепушонок».

## Внешний вид

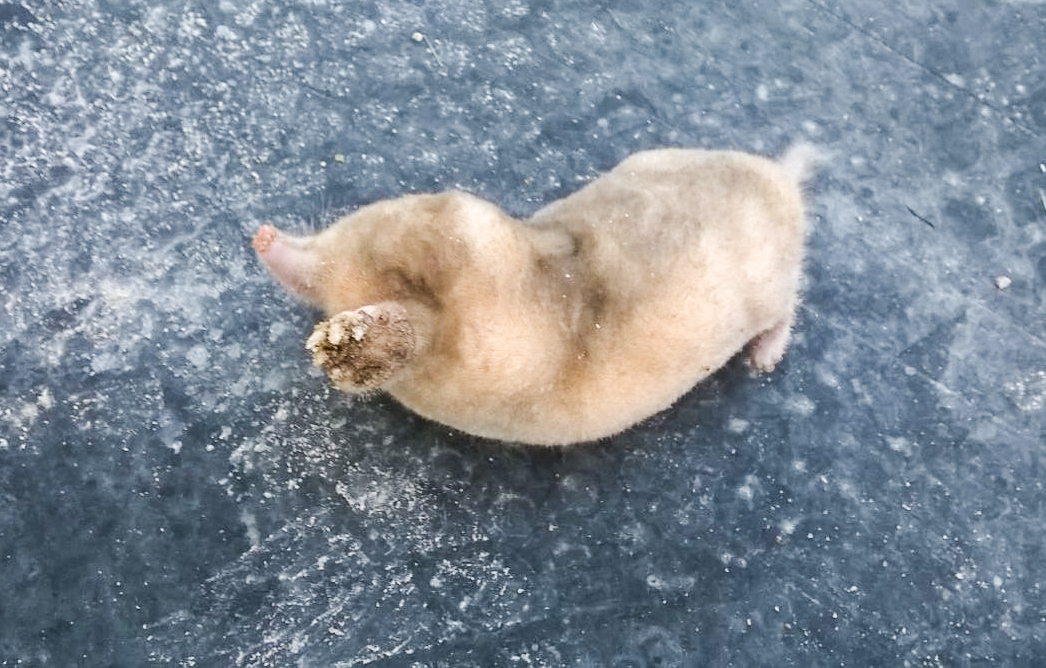
Крот-альбинос

Кроты — насекомоядные мелких и средних размеров: длина тела от 5 до 21 см; масса от 9 до 170 г. Они (кроме землеройковых кротов, живущих на поверхности) приспособлены к подземному, роющему образу жизни. Туловище у них вытянутое, округлое, покрытое густым, ровным и бархатистым мехом с коротким волосяным покровом (остевые волосы — 12-14 мм, пух — 9-10 мм). Кротовая шубка имеет уникальное свойство — её ворс растёт прямо, а не ориентирован в определённую сторону. Это позволяет кроту легко двигаться под землёй в любом направлении — ворс свободно ложится и вперёд, и назад. Окрас у крота однотонный, чёрный, чёрно-бурый или тёмно-серый. Линька происходит 3 раза в год: весной, летом и осенью. Конечности укороченные, передние лапы лопатообразно расширены; когти крупные, уплощённые сверху. Задние конечности обычно слабее передних. Хвост короткий. Голова небольшая, удлинённая. Нос вытянут в подвижный хоботок. Шея снаружи почти не заметна. Ушные раковины отсутствуют. Глаза неразвиты — лишены хрусталика и сетчатки, а глазные отверстия крошечные, закрытые подвижными веками; у некоторых видов глаза зарастают. Хорошо развиты обоняние и осязание.
Череп длинный, конический, с очень тонкими скуловыми дугами. Зубов от 33 до 44. Количество и строение зубов используется при определении родов кротовых. Позвонков: шейных 7, грудных 13—14, поясничных 5—6, крестцовых 5—6, хвостовых 8—27. Кости, особенно плечевого пояса, широкие и крепкие. Ключица сочленяется непосредственно с плечевой костью (у других млекопитающих — с отростком лопатки). Тазовые кости длинные и узкие. У самцов имеется бакулюм.

## Норы
В отличие от грызунов, таких как слепышовые, кроты не могут грызть землю зубами, поэтому обитают в основном в местах с мягкой рыхлой почвой — в лесах, на лугах. Для кормежки они прокладывают сеть неглубоких кормовых ходов, куда заползают дождевые черви. Кормовые ходы узкие и длинные, летом они расположены близко от поверхности, на глубине 2—5 см, зимой глубже. Сеть кормовых ходов может занимать площадь в несколько сотен квадратных метров. Там, где ходы пересекают участки уплотненной почвы (тропы и т. п.), крот заглубляет ход до 15—30 см. Такие «подземные переходы» прокладывать трудно, поэтому одним переходом могут пользоваться несколько зверьков. При рытье глубоких ходов кроты выбрасывают на поверхность кучки земли. Гнездовая камера располагается обычно на глубине 1,5 - 2 метров, при этом много земли выталкивается на поверхность, образуя кротовину диаметром до 1 м и высотой до 80 см.

## Экология
Кроты обитают в почвенной среде в различных ландшафтах, предпочитая, однако, местности с влажными почвами, лёгкими для рытья. Большинство видов ведут подземный образ жизни, копая туннели и кормясь в основном почвенными беспозвоночными. Из-за особого строения передних лап, приспособленных для рытья и отгребания почвы вбок и назад, на поверхности многие кроты передвигаются только ползком. Некоторые виды в поисках корма выходят на поверхность или ведут наземный образ жизни. Активность круглосуточная или сумеречно-ночная. Из-за высокого уровня метаболизма, свойственного всем насекомоядным, кроты весьма прожорливы — в день съедают столько, сколько весят сами. Без еды европейский крот может оставаться не более 14 ч. В зимнее время он питается немного меньше, чем летом, и уходит на более глубокие почвенные слои вслед за червями. В спячку не впадают. На зиму делают запасы пищи в виде дождевых червей; крот оставляет червей живыми, но парализованными, откусывая им головы. Живут кроты преимущественно поодиночке, объединяясь в пары в сезон размножения.

## Хозяйственное значение
Кроты приносят пользу, разрыхляя землю и тем самым способствуя её аэрации и увлажнению. Они уничтожают большое количество беспозвоночных, являющихся вредителями сельского и лесного хозяйства. Некоторые кроты причиняют вред, поедая дождевых червей и повреждая своими ходами корни садовых и овощных культур.
Мех обладает низкой носкостью и теплозащитой. Из-за коротких волос на сгибах и вихрах просвечивается светлая кожевая ткань, которую во избежание заметности подкрашивают со стороны дермы в тёмно-голубой цвет либо окрашивают всю шкурку в тёмные цвета. Ещё в XIX-XX вв. мех представителей семейства (преимущественно рода Talpa) считался ценным, но вместе с этим шёл на дешёвые и в то же время красивые меховые изделия. В конце XIX-начале XX в., согласно ЭСБЕ, кротовый мех использовался при изготовлении «мелких поделок». В СССР в середине XX века кротовый мех употреблялся для меховых воротников и шляп, женских манто, жакетов и т.д. На данный момент кротовый мех в меховой промышленности считается малоценным и не играет важной роли.

## Классификация
База данных Американского общества маммологов (ASM Mammal Diversity Database, v. 1.10) признаёт 19 родов и 60 современных видов кротовых.
Подсемейство Scalopinae
- Триба Condylurini
  - Род Condylura
    - Condylura cristata — Звездорыл
- Триба Scalopini
  - Род Alpiscaptulus
    - Alpiscaptulus medogensis

  - Род Parascalops
    - Parascalops breweri — Волосатохвостый крот

  - Род Scalopus
    - Scalopus aquaticus — Восточноамериканский крот

  - Род Scapanulus
    - Scapanulus oweni — Западнокитайский крот

  - Род Scapanus — Западноамериканские кроты
    - Scapanus anthonyi
    - Scapanus latimanus — Калифорнийский крот
    - Scapanus occultus
    - Scapanus orarius — Тихоокеанский крот
    - Scapanus townsendii — Крот Таунсенда

Подсемейство Talpinae — Кротиные. Водятся в Евразии и Северной Америке:439—440.
- Триба Desmanini — Выхухолевые. Распространены в Европе (интродуцированы на юге Западной Сибири). Ранее триба рассматривалась как отдельное семейство или подсемейство.
  - Род Desmana — Выхухоли
    - Desmana moschata — Выхухоль

  - Род Galemys — Пиренейские выхухоли
    - Galemys pyrenaicus — Пиренейская выхухоль
- Триба Neurotrichini
  - Род Neurotrichus
    - Neurotrichus gibbsii — Американский землеройковый крот
- Триба Scaptonychini
  - Род Scaptonyx
    - Scaptonyx fusicauda — Длиннохвостый крот
- Триба Talpini
  - Род Euroscaptor — Восточноазиатские кроты
    - Euroscaptor grandis — Большой китайский крот
    - Euroscaptor klossi — Крот Клосса
    - Euroscaptor kuznetsovi
    - Euroscaptor longirostris — Длинноносый крот
    - Euroscaptor malayanus
    - Euroscaptor micrurus — Гималайский крот
    - Euroscaptor ngoclinhensis
    - Euroscaptor orlovi
    - Euroscaptor parvidens — Вьетнамский крот
    - Euroscaptor subanura

  - Род Mogera — Могеры
    - Mogera etigo — Этигская могера
    - Mogera hainana
    - Mogera imaizumii — Малая японская могера[26]
    - Mogera insularis — Островной крот
    - Mogera kanoana
    - Mogera latouchei
    - Mogera robusta — Большая могера
    - Mogera tokudae — Садоская могера
    - Mogera uchidai
    - Mogera wogura — Японская могера

  - Род Oreoscaptor
    - Oreoscaptor mizura — Японский горный крот

  - Род Parascaptor
    - Parascaptor leucurus — Белохвостый крот

  - Род Scaptochirus
    - Scaptochirus moschatus — Короткомордый крот

  - Род Talpa — Обыкновенные кроты
    - Talpa altaica — Сибирский крот
    - Talpa aquitania
    - Talpa caeca — Слепой крот
    - Talpa caucasica — Кавказский крот
    - Talpa davidiana — Иранский крот
    - Talpa europaea — Обыкновенный крот, или европейский крот
    - Talpa levantis — Малоазиатский крот
    - Talpa martinorum
    - Talpa occidentalis — Иберийский крот
    - Talpa ognevi
    - Talpa romana — Крупнозубый крот
    - Talpa stankovici — Крот Станковича
    - Talpa talyschensis — Талышский крот[27]
- Триба Urotrichini
  - Род Dymecodon
    - Dymecodon pilirostris — Землеройковый крот Тру[28]

  - Род Urotrichus — Японские землеройковые кроты
    - Urotrichus talpoides — Японский землеройковый крот

Подсемейство Uropsilinae. Распространены в Тибете и Китае:439.
- Род Китайские землеройковые кроты (Uropsilus)
  - Uropsilus aequodonenia
  - Uropsilus andersoni — Сычуаньский землеройковый крот
  - Uropsilus atronates
  - Uropsilus dabieshanensis
  - Uropsilus gracilis — Малый землеройковый крот
  - Uropsilus investigator — Юньнаньский землеройковый крот
  - Uropsilus nivatus
  - Uropsilus soricipes — Китайский землеройковый крот

В России водятся 4 вида из рода обыкновенных кротов (Talpa) и 2 — из рода могер (Mogera).

## Другие подземные животные
Среди млекопитающих сходный с кротами образ жизни и сходный облик имеют:
- Австралийские сумчатые кроты,
- Златокротовые, семейство отряда афросорицид,
- Грызуны семейств Heterocephalidae, землекоповых и слепышовых.

## Кроты в массовой культуре и искусстве
В надежде вечной на полёт,

Сквозь недра к солнцу крот идёт,

расставив вёсла мощных лап.

Ослепший кормчий. Вечный раб

земли. Не зреть тебе ни бездны вод,

ни пламени, ни неба свод.
- «Крот» — чешский мультсериал режиссёра Зденека Милера про Кротика и его друзей.
- «Диалог. Крот и яйцо» — советский короткометражный мультфильм, снятый в 1987 году.
- Крот — один из героев сказки «Дюймовочка».
- Крот Спеклз — один из главных героев фильма «Миссия Дарвина».
- «Кроты» — неофициальное название футбольного клуба «Шахтёр».
- «Крот» — название еженедельной газеты со сканвордами.
- В сказке итальянского писателя Джанни Родари «Приключения Чиполлино» главный герой вёл дружбу с Кротом, обитавшем в подземной тюрьме. Именно с помощью Крота Чиполлино спасся из подземной камеры, спас от казни адвоката Синьора Горошка и устроил заключённым побег из тюрьмы, сбежав оттуда сам.